# Laneuveville-lès-Lorquin
Laneuveville-lès-Lorquin è un comune francese di 94 abitanti situato nel dipartimento della Mosella nella regione del Grand Est.

## Società

### Evoluzione demografica
Abitanti censiti